# Túccia

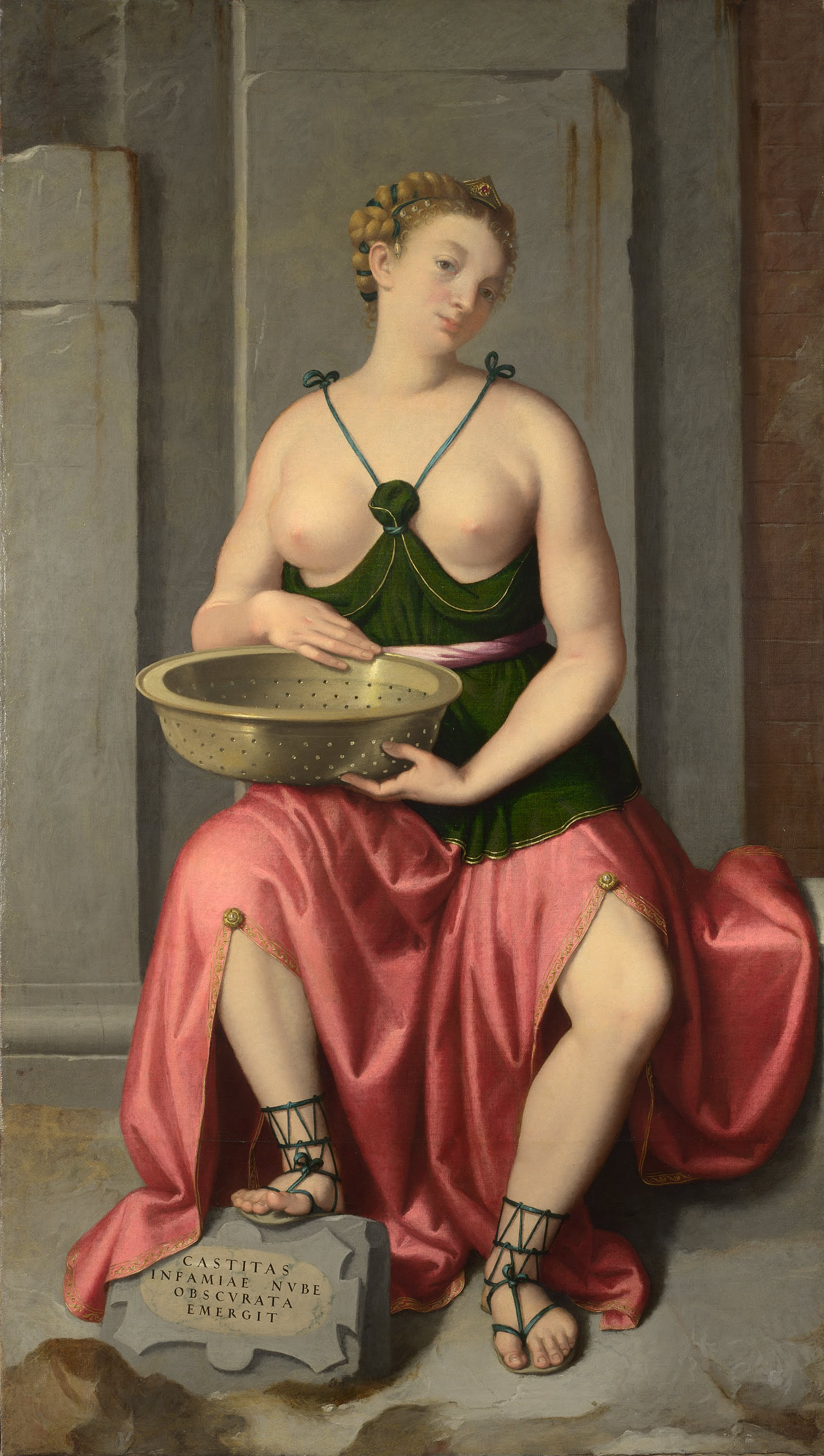
La verge vestal Túccia. Giovanni Battista Moroni

Túccia (Tuccia o Tuzia), va ser una vestal romana que, segons Titus Livi, va ser exonerada, el 230 aC, de faltar al vot de virginitat. Livi, Valeri Màxim i Dionís d'Halicarnàs ho expliquen. 

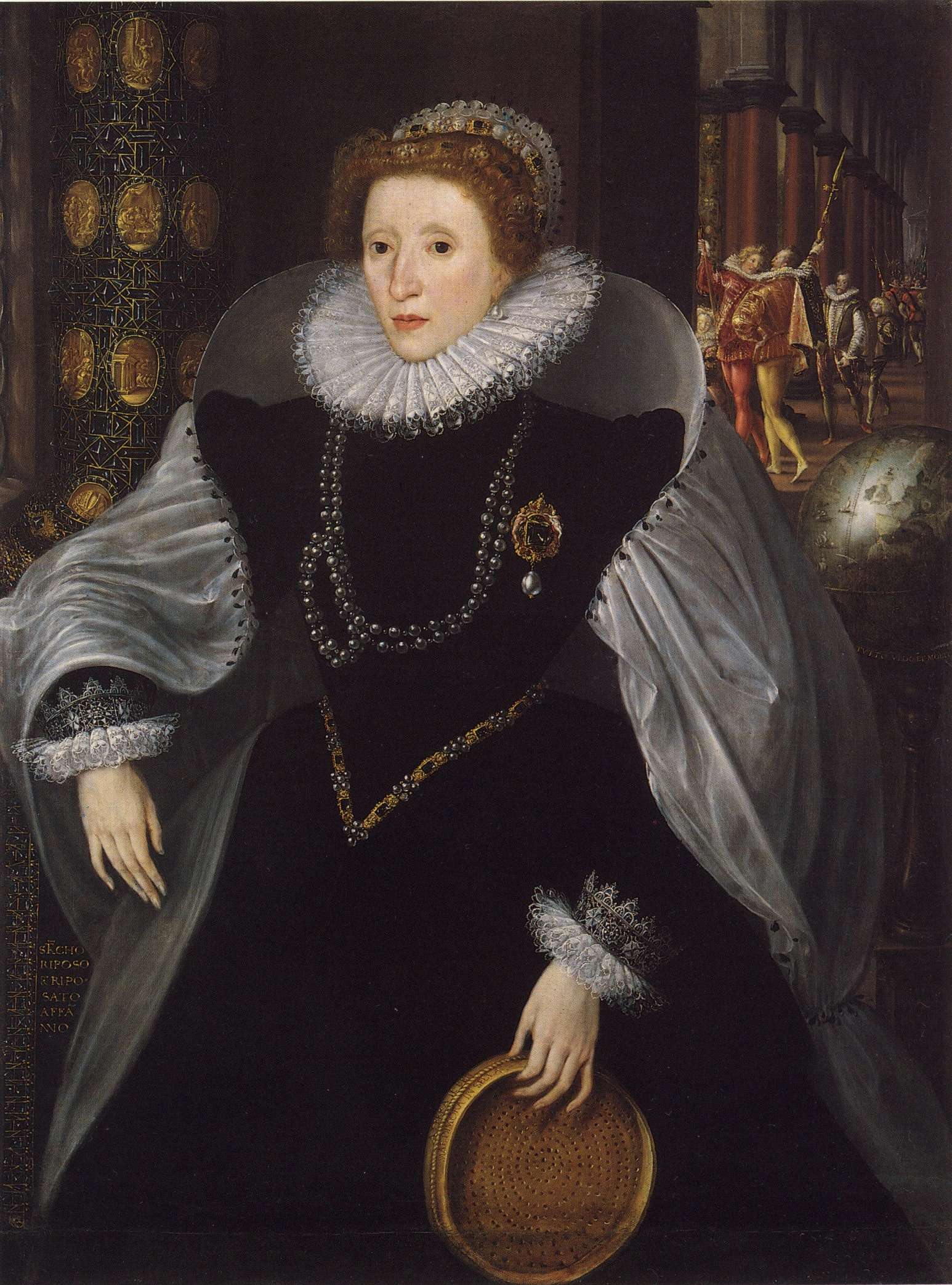
Quentin Metsys el Jove, Retrat d'Isabel I amb el garbell de Túccia

## El fet
Acusada injustament d'haver violat el vot de castedat -un delicte qualificat d'incest, per tal com les vestals eren considerades filles de Roma, i castigat amb la pena màxima: ser enterrada viva-, Túccia va negar haver comés els greus càrrecs que se li imputaven i, llavors, el pontífex màxim va dictar que, per demostrar la seua innocència, havia d'omplir un sedàs amb aigua del Tíber i dur-la al temple de Vesta. Túccia va superar la prova, diuen que ajudada per la dea, i fou declarada innocent.
Túccia apareix sovint en obres literàries i figuratives. Entre els nombrosos artistes que l'han representada hi ha: Domenico Corvi, Polidoro de Caravaggio, Giovanni Battista Moroni, Antonio Corradini, Andrea Mantegna, Andrea Casali i Carlo Maratta.

## Simbologia
- Per a Francesco Petrarca, Túccia era el símbol de la pudicícia.

| «                                                                                      | Fra l'altre la vestal vergine pia che baldanzosamente corse al Tibro, e per purgarsi d'ogni fama ria portò del fiume al tempio acqua col cribro | » |
| — Francesco Petrarca,I Trionfi, Il trionfo della pudicizia [el triomf de la pudicícia] | |   |

- Per a Cesare Ripa, Túccia era la representació de la castedat.